# 치경 설측 탄음
치경 설측 탄음(齒莖舌側彈音)은 닿소리의 하나이다. 치조설측탄음이라고도 한다.

## 특징
치경 설측 탄음은 다음과 같은 특징을 갖고 있다.
- 기류의 발파 - 폐장 기류 기구에 의해 생기는 호흡.
- 발성 - 성대의 진동을 수반하는 유성음.
- 조음
  - 조음 위치 - 혀 끝과 잇몸에 의한 치경음.
  - 조음법
    - 구강 내 기류 - 기류가 혀 옆을 지나가는 측면음.
    - 조음 기관의 접근도 - 순간적인 폐쇄 현상을 한 번만 만드는 탄음.
    - 물렁입천장의 위치 - 물렁입천장을 들어서 비강의 통로를 막는 구음.

## 예
- 와유어: l에서 이 소리가 난다.
- 아미어: l에서 후치경음으로 난다.